# Paraíso (Santa Catarina)
Paraíso é um município brasileiro do estado de Santa Catarina.
Localiza-se a uma latitude 26º36'50" sul e a uma longitude 53º40'19" oeste, estando a uma altitude de 520 metros. Sua população estimada em 2004 era de 4.179 habitantes.
Possui uma área de 183,31 km².
Fundação e Colonização:
- O município de Paraíso foi inicialmente colonizado por imigrantes, principalmente italianos e alemães, além de descendentes de caboclos e migrantes de outras regiões do Brasil.
- A ocupação da região começou por volta do início do século XX, quando as terras passaram a ser exploradas para agricultura e pecuária.
- Com a abertura de picadas e estradas rudimentares, os primeiros colonos chegaram atraídos pelas terras férteis e abundância de recursos naturais.

Criação do Município:
- Paraíso foi oficialmente criado como município em 1992, desmembrando-se de São Miguel do Oeste.
- A instalação oficial como cidade se deu em 1º de janeiro de 1993.

Nome “Paraíso”:
- O nome provavelmente vem da beleza natural da região, que impressionava os primeiros moradores — com seus rios, vales, matas e colinas, a paisagem era considerada um verdadeiro "paraíso".